# 傑涅里
傑涅里（英語：Genieri）是西非國家甘比亞中部的村莊，位於下河區的東基昂。根據2009年所作的人口調查數據顯示，居住在傑涅里的人口為694人。